# Johann Ulrich
Johann Justin Ulrich (8. prosince 1861, Nový Jičín – 7. září 1920, Moravská Ostrava), později uváděný jako Hans Ulrich či Hanuš Ulrich, byl sedmým moravskoostravským starostou a posledním představitelem Ostravy v éře Rakouska-Uherska.

## Životopis
Narodil se v rodině novojičínského soukeníka Ignáce Ulricha. O jeho mládí se nedochovaly žádné písemné informace. S určitostí lze jen říci, že po vystudování reálky se věnoval soukromému studiu stavebního inženýrství. V letech 1877 až 1883 souběžně se studiem vykonával stavební praxi u stavitele Chytila v Novém Jičíně. Roku 1883 byl po krátký čas stavbyvedoucím v cukrovaru arcivévody Albrechta v Chybech. Již v září téhož roku ale nastoupil u stavebního úřadu Vítkovického horního a hutního těžířstva jako zástupce stavbyvedoucího. Právě ve Vítkovicích se seznámil s Olgou Drischelovou, s níž 6. listopadu 1889 uzavřel sňatek. Se svou ženou měl dva syny, Waltera a Hanse. V roce 1890 složil s vyznamenáním mistrovskou zkoušku, díky které mohl samostatně podnikat. Dne 31. července 1893 získal soukromou stavební koncesi ve firmě zesnulého vítkovického stavitele Aloise Mihatsche. Firma Mihatsch & Ulrich provedla na území Ostravy i v jejím okolí celou řadu významných staveb.

## Politická kariéra
Do politiky vstoupil Johann Ulrich v roce 1891, kdy se stal členem obecního výboru ve Vítkovicích. V této funkci vytrval až do roku 1893. Významnější však pro něj byl rok 1896, kdy byl zvolen do obecního výboru Moravské Ostravy. Roku 1905 byl již radním, kterého ostatní chválili jako agilního a činorodého. Pracoval rovněž v celé řadě obecních spolků i městských podniků. Ačkoliv měl všechny předpoklady pro výkon starostenské funkce, ironií osudu ji vykonával jen pár měsíců.
Po rezignaci Gustava Fiedlera na funkci starosty byl Johann Ulrich 14. května 1918 jednohlasně zvolen novým starostou. V červenci téhož roku byl navržen na vyznamenání rytířským křížem řádu Františka Josefa. Rozpad rakousko-uherské monarchie však tyto plány zhatil. Hořkou pilulkou pro něj bylo vyvěšení československé vlajky na moravskoostravské radnici dne 1. listopadu 1918. Po rozpuštění obecního výboru 17. prosince 1918 rezignoval na funkci starosty. Stal se jedním ze dvou německých členů Okresní správní komise města Moravské Ostravy a jejím druhým místopředsedou byl až do svého úmrtí v září 1920.

## Realizace
- 1885 – 1886 Závodní hotel, Vítkovice, 1. máje č. 132, jednopatrová stavba s ryzality, režné zdivo, historizující architektura[3]
- 1889 Tržnice, Vítkovice, Jeremenkova č. 18, přízemní budova z režného zdiva, novorenezanční architektura.[4] Kulturní památka ČR.[5]
- 1891 Tělocvična, Vítkovice, 1. máje č. 130, jednopatrová budova z režného zdiva, historismus.[6] Kulturní památka ČR.[7]
- 1898 – 1899 Vila Hanse Ullricha (vlastní vila), Moravská Ostrava, Sokolská třída č. 26, pozdní historismus.[8]
- 1899 – 1900 Kaple sv. Alžběty, Moravská Ostrava, v místě bývalého hřbitova. Novogotická centrální kaple. Vysvěcena byla 18. srpna 1900 v den narozenin císaře Františka Josefa I. a na paměť zavražděné císařovny Alžběty zasvěcena sv. Alžbětě. [9] Kulturní památka ČR od roku 1984.[10]
- 1901 Dům J. a F. Chmelových, Moravská Ostrava, Zámecká č.2, dvoupatrový nárožní secesní dům. V patře byla kavárna Habsburk, po roce 1918 kavárna Praha.[11] Kulturní památka ČR od 27. listopadu 1992.[12]